# Wilned
Édouard Gustave Williams dit Wilned, né le 6 mars 1884 dans le 16e arrondissement de Paris, et mort à une date indéterminée après 1939, est un auteur dramatique et un librettiste français.

## Biographie

### Origines
Édouard Williams est né le 6 mars 1884 dans le 16e arrondissement de Paris de Gustave Elwin Williams, employé, et d'Emma Célestine Lacaisse. Ses parents se marieront deux ans plus tard pour légitimer sa naissance. Son père Gustave Williams, qui avait des origines anglaises par sa mère naturelle deviendra plus tard directeur d'une société de touage et de remorquage de bateaux, et recevra à ce titre en 1920 du Ministre des Travaux Publics les insignes de chevalier de la Légion d'Honneur.

### Carrière professionnelle

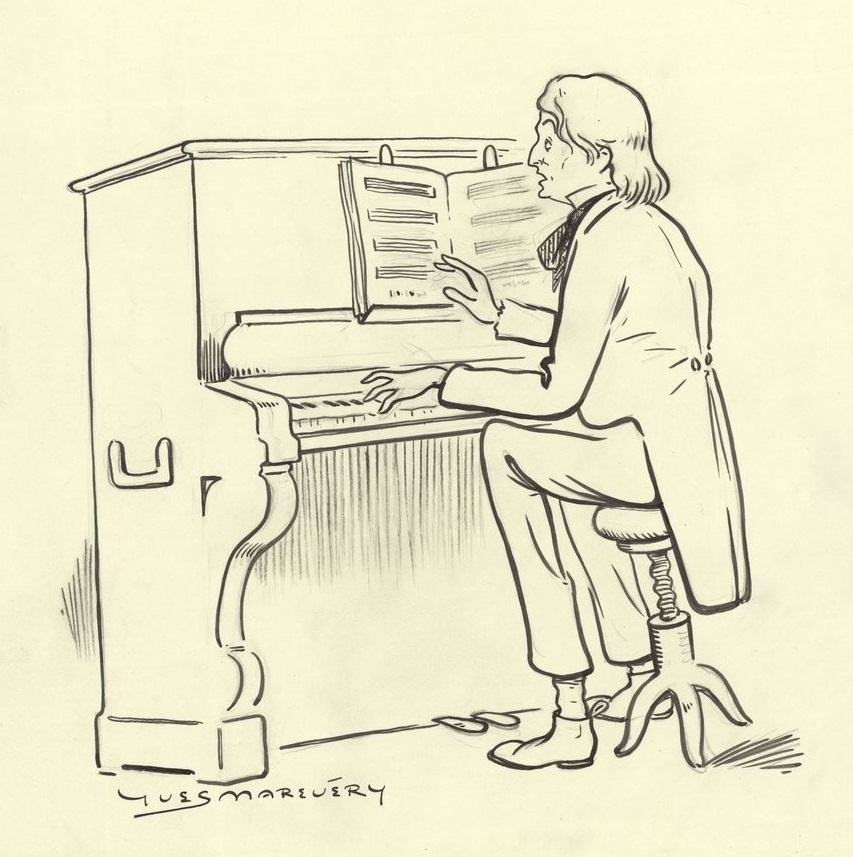
Wilned dans "Un Virtuose" au Théâtre Impérial en 1913, dessin de Yves Marevéry.

Édouard Williams commence sa carrière d'auteur comme revuiste, et adopte alors le nom de plume de Wilned, contraction de son patronyme Wil[lliams] et de son prénom Ed[ouard], qui ne le quittera plus. Il collabore alors avec régulièrement le parolier Fernand de Rouvray dit Fernand Rouvray (1876-1948), et ses revues sont jouées dans les théâtres parisiens où il lui arrive à l'occasion d'exercer ses talents de pianiste. Il écrit également quelques opérettes et plusieurs comédies. Il voit ses créations produites dans la plupart des salles de la capitales, et plus régulièrement au Ba-Ta-Clan, au théâtre de la Gaîté-Rochechouart et au Théâtre Impérial, ainsi que dans quelques théâtres de province. Est passée à la postérité de cette période la revue Aux bouffes' on pouffe écrite en collaboration avec Rip. En 1914, la survenue de la Première Guerre mondiale entraîne une désaffection des théâtres parisiens.
La paix revenue, il écrit encore quelques opérettes, dont l'une intitulée J'te veux est jouée pendant 260 jours durant l'année 1923 au théâtre Marigny. Il se consacre alors principalement à la comédie . Sa production est prolifique, et il écrit plus de 21 comédies ou pièces de théâtre entre 1928 et 1937. Ses productions ne sont plus désormais uniquement destinées à la scène mais aussi à la lecture en société ou à la radio. Il écrit aussi trois romans dont l'un est publié en feuilleton dans le Journal amusant.
Wilned était membre de la Société des auteurs et compositeurs dramatiques (SACD) depuis 1907, de la Société des gens de lettres (SGL) depuis 1921, de la Société des auteurs, compositeurs et éditeurs de musique (SACEM) et de la Société des orateurs et conférenciers (SOC) et collaborait aux magazines Lectures pour tous, Sciences et Voyages, Ciné-Miroir, et aux journaux Comoedia et L'Intransigeant.
Dans un tout autre domaine, il était également membre de la Société entomologique de France depuis 1933 et collaborateur à la revue Le Jardin des bêtes.

### Vie privée
Le 19 septembre 1908 il épouse à la mairie du 17e arrondissement de Paris Alphonsine Céleste Alexandrine Levallois, de huit ans son aînée ; aucun enfant ne naîtra de cette union.
Les circonstances de sa mort restent inconnues, car son décès n'a pas été reporté en marge de son acte de naissance. On peut simplement affirmer qu'il est mort après 1939 et avant 1945, année à partir de laquelle la mention marginale des décès sur les actes de naissance est devenue obligatoire.

## Œuvres
Revues
- 1906 : En attendant la revue !, revue en 2 actes, en collaboration avec Fernand Rouvray, à Ba-Ta-Clan (3 novembre)
- 1906 : La Revue du Moulin, revue en 2 actes et 10 tableaux en collaboration avec Rip et Lucien Boyer, musique de Gustave Goublier, au Moulin-Rouge (12 novembre)[14]
- 1906 : Cochère, théâtre d'Antin !, revue en 1 acte en collaboration avec Fernand Rouvray, musique de Roger Guttinguer, au théâtre d'Antin (24 décembre)[15]
- 1907 : Le prince débute, fantaisie d'actualité en 2 actes et 5 tableaux en collaboration avec Fernand Rouvray, au concert de la Gaîté-Rochechouart (12 avril)[16]
- 1907 : La Revue à l'eau... de rosse, revue en 2 actes en collaboration avec Fernand Rouvray, aux Folies-Pigalle (13 décembre)[17]
- 1907 : Haakon s'amuse !, revue en 1 acte avec Fernand Rouvray, à Ba-Ta-Clan (21 décembre)[18]
- 1908 : Aux Bouffes, on pouffe !, revue en 3 actes et 7 tableaux, en collaboration avec Rip et Paul Fargue, au théâtre des Bouffes-Parisiens (20 février)[19]
- 1908 : En Sca...là, j'marche !, revue en 1 acte en collaboration avec Paul Génémas et Fernand Rouvray, à la Scala (29 mai)
- 1908 : La Bonne Ouverture, ô gué, revue en 1 acte en collaboration avec Fernand Rouvray, au théâtre de Rouen (28 août)
- 1908 : Jetons du leste !, revue en 2 actes en collaboration avec Fernand Rouvray et Édouard Pontié[n 5], au Little-Palace (12 octobre)
- 1908 : A nu les femmes !, revue en 2 actes et 34 tableaux en collaboration avec Fernand Rouvray et Francisque Verdellet, musique de Georges Spitzmuller, à Ba-Ta-Clan (23 décembre)[20]
- 1909 : La R'vue des Ambass, revue en 7 tableaux en collaboration avec Fernand Rouvray et Francisque Verdellet, au théâtre des Ambassadeurs (29 mai)
- 1909 : La Revue de l'Éden, revue en 3 actes avec Fernand Rouvray, à l'Éden de Vichy (13 juillet)
- 1909 : La Clé sous la poste, revuette en 1 acte en collaboration avec Fernand Rouvray et Milo de Meyer, au casino de Contrexéville (23 juillet)
- 1909 : P'sitt ! allons-y, revue en 1 acte en collaboration avec Fernand Rouvray et Milo de Meyer, au casino de Contrexéville (25 juillet)
- 1909 : La Revue de l'année prochaine, revue en 2 actes en collaboration avec Fernand Rouvray, musique de Jules Clémandh[n 6], au Tréteau-Royal (31 décembre)[21]
- 1911 : Elle l'a, l'sourire, revue en 2 actes et 12 tableaux, musique d'Henri José, à la Cigale (16 septembre)[22]
- 1912 : La Revue de l'Olympia, revue en 2 actes et 39 tableaux en collaboration avec Rip et Bousquet, musique d'Albert Valsien (18 avril)
- 1913 : Aux charmes, citoyens !, revue de printemps en 2 actes et 17 tableaux, en collaboration avec André Mauprey, à la Gaîté-Rochechouart (22 mars)[23]
- 1913 : Vous fâchez pas !, revue en collaboration avec André Mauprey, musique d'Alfred Sauvaget, au théâtre Impérial (24 avril)
- 1913 : Tu vas fort !, revue à grand spectacle en 2 actes et 40 tableaux, en collaboration avec Robert Dieudonné, musique d'Eugène Gavel, à la Gaîté-Rochechouart (19 décembre)
- 1914 : Et puis... zut !, revue en 1 acte et 1 prologue, musique d'Édouard Mathé, au théâtre Impérial (8 avril)[24]
- 1919 : Ouf !, revue en 2 actes et 3 tableaux en collaboration avec André Mouëzy-Éon, au théâtre de Chartres (6 juillet)
- 1921 : On n'en sortira pas, revue en 3 actes en collaboration avec Fernand Nozière, au théâtre Marjal (23 mars)[25]

Opérettes
- 1907 : Le Trou d'Almanzor, opérette-bouffe en 1 acte, livret de Wilned et Rip, musique de Willy Redstone, au théâtre des Arts (9 février)
- 1912 : Les Trucs de Charley, opérette en 1 acte, livret de Wilned, musique de Hubert, à l'Étoile-Palace (1er mars)
- 1923 : J'te veux !, comédie-opérette en 3 actes, livret de Wilned, Marcel Grandjean et Battaille-Henri, musique de Gaston Gabaroche, Fred Pearly, René Mercier et Albert Valsien, au théâtre Marigny (13 février)[26]
- 1923 : Le Djorghi, opérette en 3 actes, livret de Wilned, musique d'Édouard L'Enfant, au Trianon-Lyrique (13 avril)[27]
- 1923 : Souper de Noël, comédie lyrique en 1 acte et 2 tableaux, livret de Wilned, musique d'Eugène Cools[n 7], au Trianon-Lyrique (25 avril)[28]

Comédies
- 1907 : Arrêt facultatif, comédie en 1 acte et en vers, en collaboration avec Fernand Rouvray, au théâtre des Mathurins (12 décembre)
- 1909 : La 23 Z, comédie en 1 acte en collaboration avec Rip, au théâtre des Capucines (15 janvier)
- 1909 : Arsène Lupin contre Sherlock Holmes, pantomime en 1 acte, en collaboration avec Fernand Rouvray, André Mauprey et L. Minet, au théâtre des Ambassadeurs (13 juillet)
- 1911 : Contravention, comédie en 1 acte, au Concert Mayol (1er septembre) reprise en 1948 par le Théâtre amateur vendéen[29]
- 1912 : Un mari modèle, comédie en 1 acte, au théâtre Impérial (15 décembre)[30]
- 1913 : Un virtuose, comédie en 1 acte, en collaboration avec Henri Roy, au théâtre Impérial (1er novembre)[31]
- 1916 : Pour l'amour de l'art, comédie en 1 acte, au théâtre Albert 1er (17 février)
- 1918 : Trois, six, neuf / 3-6-9, comédie en 1 acte, au théâtre des Nouveautés de Nice (1er janvier)
- 1920 : Le Calomel, comédie en 1 acte, au théâtre Édouard-VII (17 mars)
- 1920 : Le Pâté de lapin, comédie en 2 actes, en collaboration avec Gaston Derys[n 8], au théâtre des Boulevards (15 mai)[32]
- 1921 : Nos complets à 59 fr. 50, comédie en 1 acte, au théâtre de Nancy (4 juin)
- 1923 : Chasseurs, sachez chasser !, comédie-vaudeville en 3 actes, en collaboration avec Gaston Derys, au théâtre Fontaine (13 juillet)
- 1923 : Sonia la garçonne, pièce en 3 actes et 4 tableaux, au théâtre du Moulin-Bleu (7 septembre)[33]
- 1926 : On tourne, comédie en 1 acte publiée dans la revue Lectures pour tous (novembre)[34]
- 1933 : Le Colonel, comédie en 1 acte, sur Radio Paris-P.T.T. (8 février)
- 1933 : Une bonne cause, comédie en 1 acte, en société à Rambervillers (26 février)
- 1933 : A propos de... On tourne !, comédie en 1 acte, sur Radio Tour Eiffel (30 juin)
- 1933 : Un bon dîner, comédie en 1 acte, sur Radio Côte d'Azur (3 juillet)
- 1933 : Chadioux, pharmacien de 1re classe, ex-interne des hôpitaux de Paris, comédie en 1 acte, sur Radio École Supérieure (5 juillet)
- 1933 : L'Or maudit, pièce en 3 actes en vers, au théâtre de Nancy (21 octobre)
- 1933 : Nous sommes perdus !, comédie en 1 acte, en société à Vevey (Suisse) (2 novembre)
- 1933 : Avec ou sans friction ?, comédie en 1 acte, en société à Lille (12 novembre)
- 1934 : Les Fiancés malgré eux, comédie en 3 actes, en société à Biol (19 août)
- 1934 : La Nouvelle Couturière, comédie en 1 acte, en société à Lille (16 décembre)
- 1934 : N'en faut plus !, comédie en 3 actes, en société à Clermont-Ferrand (23 décembre)
- 1935 : Le Mariage manqué, comédie en 3 actes
- 1937 : Les Surprises du ciné, comédie en 2 actes parue dans la revue Mon théâtre.

Romans
- 1922 : La Clé de voûte, avec Gaston Derys, roman publié en feuilleton dans le Journal amusant[35]
- 1931 : Une aventure de Roquelaure au temps du Roy-Soleil, roman historique, illustrations de l'auteur, Paris, éditions Pierre Bossuet[36]
- 1932 : Au temps des pharaons. La Divine Sandale, roman historique, illustrations de l'auteur, Paris, éditions Pierre Bossuet

Varia
- 1931 : Théâtre, comédies en 1 acte : On tourne ; Nos complets à 59 fr.90 ; Une Alerte ; Un Bon diner ; Contravention, Paris, éditions Stock[37]
- 1931 : Théâtre, 5 pièces en 1 acte : Chadioux, pharmacien de 1ère classe, ex-interne des hôpitaux de Paris ; Trois, six, neuf ; Le Calomel ; Un mari modèle ; Une bonne leçon, Paris, éditions Pierre Bossuet[38]
- 1933 : Si les hommes avaient su regarder les bêtes... (esquisses biologiques), préface de l'abbé Moreux[39], 24 figures dessinées par l'auteur, 8 planches hors-textes comprenant 16 reproductions agrandies de films, Paris, éditions Pierre Téqui
- 1934 : Les Vacances du professeur Seguin. Histoire naturelle en action, illustrations de Joseph Pinchon, figures de l'auteur, Paris, éditions Éducation intégrale[40]. Réédité en 1939.
- 1936 : Pilmann circus. Le professeur Seguin en Océanie, illustrations de l'auteur, Paris, éditions Éducation intégrale.

## Sources
- Annuaires de la Société des auteurs et compositeurs dramatiques de 1906 à 1937.
- Annuaire général des lettres.